# Jani Chathurangani
Jani Chathurangani Chandra Silva Hondamuni (* 21. August 1981) ist eine ehemalige sri-lankische Leichtathletin, die sich auf den Sprint spezialisiert hat.

## Sportliche Laufbahn
Erste internationale Erfahrungen sammelte Jani Chathurangani im Jahr 2003, als sie bei den Asienmeisterschaften in Manila in 12,18 s den achten Platz im 100-Meter-Lauf belegte und über 200 m mit 23,98 s auf Rang vier gelangte. Im Jahr darauf siegte sie in 11,81 s über 100 m bei den Südasienspielen in Islamabad und gewann auch mit der sri-lankischen 4-mal-100-Meter-Staffel in 46,13 s die Goldmedaille. 2006 startete sie erneut bei den Südasienspielen im heimischen Colombo, wurde anschließend aber positiv auf die verbotene Substanz Nandrolon getestet und die Athletin vorläufig suspendiert. Da der südasiatische Leichtathletikverband die Athletin nicht Sperren wollte, hob der internationale Sportgerichtshof (CAS) das Urteil auf und Sperrte sie Athletin von 2008 bis 2010. 2010 startete sie dann mit der Staffel bei den Asienspielen in Guangzhou, konnte dort aber das Rennen nicht beenden. 2014 gewann sie bei den Spielen der Lusophonie in Goa in 12,19 s die Bronzemedaille über 100 m hinter den Inderinnen Archana Suseentran und Ruma Sarkar. Zudem sicherte sie sich im Staffelbewerb in 47,67 s die Silbermedaille hinter dem Team aus Indien. 2015 bestritt sie in Diyagama ihren letzten offiziellen Wettkampf und beendete daraufhin ihre aktive sportliche Laufbahn im Alter von 35 Jahren.
2005 wurde Chathurangani sri-lankische Meisterin im 100-Meter-Lauf.

## Persönliche Bestleistungen
- 100 Meter: 11,81 s, 5. April 2004 in Islamabad
- 200 Meter: 23,98 s (+0,5 m/s), 23. September 2003 in Manila